# ロバート・ミリカン
ロバート・アンドリューズ・ミリカン（Robert Andrews Millikan, 1868年3月22日 - 1953年12月19日)はアメリカ合衆国の物理学者である。1923年、電気素量の計測と光電効果の研究によりノーベル物理学賞を受賞した。アメリカ合衆国において大衆的な人気を得た物理学者、当時のアメリカの物理学界での権威となった実験物理学者である。
カリフォルニア工科大学の創立に加わり、同校が合衆国において有数の名門校となる基礎を築いた。

## 生涯

### 学生時代

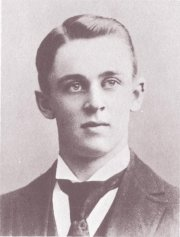
若き日のロバート・ミリカン（1891年）

アイオワ州マコーキタの高校を卒業後、オベリン大学に進学し、1891年に西洋古典学の学士号を取得。オベリン大学で2学年まで修了した時点で、ギリシア語の教授に「ギリシア語で優秀な者なら誰でも物理学を教えられる」と物理学の講師を頼まれた。それまで物理学には全く縁がなかったが、夏休み中に勉強し講師を務めるようになった。これがきっかけで物理学を志すようになった。その後コロンビア大学に入学し、1895年に物理学の博士号を取得した。同大学で物理学のPh.D.を取得したのはミリカンが最初だった。
まず講師として物理学に関わったことからミリカンは熱心な教育者となり、様々な入門的な教科書を執筆し、大衆的な人気を得た。多くは他の教科書に比べて時代に先行していた。単なる計算問題ではなく概念的なことを訊ねる練習問題を多く掲載していた点も特徴である。
1902年、結婚。3人の息子をもうけた。

### 電気素量の計測

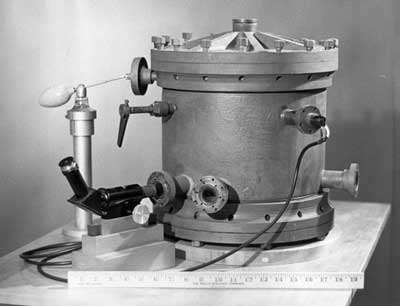
油滴実験の実験装置の外観 左に油滴を作る霧吹きが、正面に顕微鏡が写っている。

1909年、教授を務めていたシカゴ大学で単一の電子の電荷量（電気素量）を計測する油滴実験を開始した。油滴実験の精度を高めるために水滴のかわりに蒸発の少ない油滴を使うという重要なアイデアは当時大学院生だったハーヴェイ・フレッチャーのものだったが、ミリカンは論文を単独名で発表した。その代わりとしてフレッチャーの学位論文はフレッチャーの単独署名とされた。ミリカンはこの業績などにより1923年のノーベル物理学賞を受賞。フレッチャーは亡くなるまでその密約を守り続けた。ミリカンはまず1910年に結果を公表したが、フェリックス・エーレンハフトが矛盾する計測結果を発表し、両者の間で論争が起きた。その後ミリカンは装置の改良に取り組み、1913年にさらに正確な研究結果を公表している。
電気素量は基本的物理定数の1つであり、その値を正確に知ることは極めて重要だった。ミリカンらの実験は、2つの小さな電極間で帯電した小さな油滴を重力に逆らって宙に浮かせ、そのときにかかっている力を測定するものである。電場の強さがわかれば、小滴上の電荷を特定できる。多数の小滴で実験を繰り返し、電荷量が常に一定の値の整数倍になることを示した。その値 1.592×10-19クーロンが電子1個の電荷だとした。現在の電気素量は 1.60217653×10-19クーロンで、ミリカンが用いた空気の粘度の値の誤差により若干の外れが生じたと考えられる。
ミリカンが油滴実験をしていたころ、原子がもっと小さい粒子から構成されていることが明らかになりつつあったが、誰もがそれを信じていたわけではなかった。1897年に、J・J・トムソンらが陰極線を構成する粒子の質量電荷比を測定し、水素イオン（陽子）の約1000倍～4000倍と見積もった。しかし、当時の電気と磁気に関する知識では、電荷を連続的な値として扱うことで説明できるレベルであり、それは光を光子の流れとしてではなく連続波として扱うことで説明がつくのと同様だった。
ミリカンの油滴実験の優れた点は、電気素量の正確な測定を可能にしただけでなく、電荷が実際には量子化された量であることを実地に示した点である。ゼネラル・エレクトリック社のチャールズ・スタインメッツは電荷は連続量だと信じていたが、ミリカンの装置を使ってみてミリカンの結果が正しいことを確信したという。

#### データ選択に関する議論
ミリカンが電気素量の2度目の測定実験で結果として採用したデータの選択については、若干の議論がある。Allan Franklin によれば、最終的な電荷の値には影響しないものの、ミリカンが170あまりのデータから58例のデータを選択したことで統計誤差が小さくなるようにしたとしている。それによって、ミリカンの電気素量測定結果の誤差は0.5%以内となっていた。ミリカンが全データを使っていたら、その誤差はせいぜい2%以内だった。そうしていたとしてもミリカンの測定結果は当時の誰よりも正確だったはずだが、ミリカンは誤差を小さく見せることでわずらわしい議論をなるべく避けようとしたと見られている。これに対して David Goodstein はミリカンが60日間の実験期間に測定した結果を使ったと論文に記している点に注目し、捨てた計測結果はその期間外のものであることを証明した。

### 光電効果
アインシュタインが光の粒子性に関する1905年の論文を発表したとき、ミリカンは光が波動だとするこれまでの膨大な蓄積によってアインシュタインの論文は正しく評価されないだろうと考えた。そこで彼はアインシュタインの理論を評価する10年に及ぶ実験を開始した。そのためには、非常にきれいな表面の金属電極を作る必要があった。実験結果はあらゆる面でアインシュタインの予測を立証していたが、ミリカンはアインシュタインの理論が正しいことに確信を持てなかった。1916年、彼は「アインシュタインの光電方程式は私の判断では今のところ満足できる理論的基礎を持たない」が、それでも光電効果の「実際の現象を非常に正確に表している」と記している。その後1958年に出版した本では、単に彼の実験結果は「アインシュタインの光の粒子論以外のいかなる解釈も不可能だ」と明言している。光電効果の定量的実験により、ミリカンは光電子のエネルギーと光の波長からプランク定数を求めた。
ミリカンの業績は現代の素粒子物理学の基礎の一部となっているが、ミリカン自身の考え方はそれよりやや保守的だった。例えば、1927年版の彼の教科書でもエーテルの存在を明言しており、アインシュタインの相対性理論についてはアインシュタインの顔写真を掲載した部分で当たり障りのない注記として触れているだけだった。また、1928年には「（爆弾も含めた）原子力利用は不可能だ」と発言している。

### 後半生
1917年、天文学者ジョージ・ヘールはカリフォルニア工科大学の前身であるパサデナのスロープ大学を主要な科学研究教育機関にするべく、ミリカンを説得して年間数カ月だけ同大学で過ごすことを承諾させた。数年後スロープ大学はカリフォルニア大学となり、ミリカンはシカゴ大学を辞めてカリフォルニア工科大学の執行委員会委員長（事実上の学長）に就任。ミリカンは1921年から1945年までその職を務めた。同大学でのミリカンの研究は主に「宇宙線」（"cosmic ray" という用語はミリカンが作った）だった。20世紀始めの物理学の話題の一つは電離箱の電荷の自然放電が、高度が高くなるほど大きくなることで、ヘスらの気球を用いた観測で宇宙線の存在が示されていた。1930年代、アーサー・コンプトンは宇宙線の正体を荷電粒子だとし、ミリカンは高エネルギーの光子だとしていた。エントロピーの増大を相殺し宇宙の熱的死を回避するために神が新たに生み出す原子の産声が宇宙線光子だとミリカンは考えていた。宇宙線が地球の磁場によって逸らされることが判明し、結局コンプトンが正しい（すなわち宇宙線は荷電粒子である）ことが証明される。
ミリカンは第一次世界大戦時の国家研究協議会 (NRC) 副会長を務め、対潜水艦用の装置や気象関係の装置などの開発に関与した。私生活では大のテニス好きで、3人の息子の長男クラークは空気力学の技術者として有名になった。次男のグレンも物理学者で、エベレスト登頂で知られるジョージ・マロリーの娘と結婚。グレンは1947年、登山中の事故で死亡した。
晩年、ミリカンはキリスト教信仰と科学の関係に興味を持つようになる。そのテーマで1926年から1927年にかけてイェール大学で講義を行い、後に Evolution in Science and Religion として出版。また、より物議をかもす信念として優生学を信じていた。その関係でミリカンは人類改良財団に参加し、人種差別主義者が集まっていたカリフォルニア州サンマリノに住むようになり、そこを賞賛していた。

### ウェスティングハウスのタイムカプセル
1938年、ミリカンは次のような文章を書き、1939年のニューヨーク万国博覧会で埋められたタイムカプセル (en) に収めた。

1938年8月22日現在、選挙で代表を選ぶ方式の政府はアングロサクソン系、フランス系、スカンジナビア系などの国で採用されているが、ほんの2世紀前まで全世界の人類の運命を握っていた独裁制の国家との激しい衝突に直面している。理性的で科学的で先進的な原則が勝利すれば、戦争のない黄金時代が到来するかもしれない。独裁制が勝利すれば、過去と同様の戦争や抑圧が繰り返されるだろう。

### 死とその後
1953年、カリフォルニア州サンマリノの自宅で心筋梗塞で死去。カリフォルニア州グレンデールの Forest Lawn Memorial Park Cemetery に埋葬された。
ロサンゼルス近郊にはミリカンの名を冠した中学校や高校がある。カリフォルニア工科大学にはミリカン研究所という建物がある。またオレゴン州ポートランド (オレゴン州)にはミリカンの名を冠した通りがいくつかある。
1982年1月26日、アメリカ合衆国郵便公社がミリカンの肖像を採用した切手（37セント）を発行した。

## 受賞歴
- 1913年 コムストック物理学賞
- 1922年 エジソンメダル
- 1923年 ノーベル物理学賞、ヒューズ・メダル
- 1925年 マテウチ・メダル
- 1937年 フランクリン・メダル
- 1940年 エルステッド・メダル